# Barátosi József
Barátosi József, Weber (Losonc, 1909. augusztus 13. – Budapest, 1990. január 15.) tanár, tankönyvíró, iskolaigazgató, barlangkutató.

## Életpályája
Losoncon végezte a gimnáziumi tanulmányait, ott lett kisdiákként tagja a cserkészmozgalomnak, amelynek szelleme egész életét meghatározóan végig kísérte. A budapesti Pázmány Péter Tudományegyetem Bölcsészettudományi Karán szerzett 1933-ban természetrajz–vegytan szakos középiskolai tanári oklevelet, majd ösztöndíjas volt az egyetem ásványtani tanszékén.

## Tanári munkássága
1935 decemberében kezdte meg tanári munkáját a kispesti gimnáziumban, amely mellett utóbb néhány éven át a Budapesti Tankerületi Főigazgatóságon is dolgozott. 1941-től a Werbőczy – a mai Petőfi – Gimnáziumban tanított; 1945-ben sikerült a súlyosan romos gimnázium lebontását megakadályoznia, majd vezette annak újjáépítését. Megszervezte a háború után nehéz helyzetbe került budai pedagógusok élelmiszer ellátását, és iskolai konyhákat létesített. 1946-tól a Petőfi Gimnáziumban a műszaki egyetemre előkészítő tagozatot, valamint egész sor pedagógus-átképző tanfolyamot szervezett és vezetett. 1948-ban létrehozta és tanári munkája mellett éveken át vezette a Budai Gyermeklélektani Állomást. 1951-ben a vegyipari technikum igazgatója lett. Előbb ott tagozatként, majd 1952-ben önálló középiskolaként megszervezte az ország egyetlen geológiai technikumát, amelynek aztán igazgatóhelyettese és műhelyfőnöke, szakmai vezetője volt 1970-ben történt nyugalomba vonulásáig. De azután is tovább tanított ott szerződéses, majd helyettesítő tanárként 1983. decemberéig, így tanári tevékenysége kereken 50 esztendőt, fél évszázadot fogott át. Két tankönyvet is írt, pedagógiai szaklapokban cikkei jelentek meg.

## Barlangkutatói munkássága
A Magyar Karszt- és Barlangkutató Társulat Oktatási Bizottságának 1959-ben megszervezője és egy évtizeden át vezetője, közben 1960–1962 között a társulat ügyvezető társelnöke volt. Kicsit több mint egy éven át szerkesztette a Karszt- és Barlangkutatási Tájékoztatót, egyengette a társulat féléves megjelenésű Karszt és Barlang című folyóiratának (amiben több írása is megjelent), valamint a tudományos évkönyv, a Karszt- és Barlangkutatás beindulását. A Karszt- és Barlangkutatás az ő köszöntő soraival jelent meg, üdvözölve a Bécsben akkor összeülő III. Nemzetközi Szpeleológiai Kongresszust, amelyen ő a magyar barlangkutatók delegációjának egyik vezetője volt. Eredményesen munkálkodott azon, hogy a Társulat mellett létrejöjjön a MTESZ Karszt- és Barlangkutató Bizottsága, amely aztán évek múltával megkönnyítette a társulat felvételét a MTESZ-be akkor, amikor a Nehézipari Minisztérium nem vállalta tovább a társulat felügyeletét, és azt már a feloszlatás fenyegette. Megszervezte és közel két évtizeden át vezette a Budai Vár-barlang és a benne kialakított Barlangtani Múzeum bemutatását. Érdemeiért 1978-ban a társulat tiszteleti tagja lett.

## Egyéb munkássága
1933-ban, mint cserkésztiszt, a Gödöllőn megszervezett IV. cserkész világtalálkozó (jamboree) egyik szervezője volt. Számos természetrajzi, természetvédelmi tárgyú cikke, kisebb írása és ezekből összeállítva két kötet könyve is megjelent. 1941-ben Diákkaptár címen ifjúsági havi folyóiratot alapított, és azt éveken át szerkesztette. Az újjáalakult Magyar Cserkészszövetség 1989-ben Országos Nagytanácsának tagjává választotta.

## Elismerései
Iskolaszervező és földtani oktatási munkásságával 1957-ben az Oktatásügy Kiváló Dolgozója. 1966-ban a Földtani Kutatás Kiváló Dolgozója, 1969-ben a Nehézipar Kiváló Dolgozója kitüntetéseket érdemelte ki. 1967-ben Honvédelmi Érdeméremmel ismerték el, hogy a légoltalomnak egyetemi éveitől idős koráig társadalmi munkása volt előadásokkal, szakcikkekkel és szervezőként is. 1969-ben a Magyar Karszt- és Barlangkutató Társulat Herman Ottó-éremmel tüntette ki.

## Főbb művei
- Vizeink élővilága (In: Járjuk a vizet, Bp., 1941)
- Szeretem a természetet (Bp., 1943)
- Mosolyog az élet (Bp., 1943)
- A Föld kialakulása és a széntelepek keletkezése (Bányaipari Munkásakad., Bp., 1963)
- Kémia (tankönyv, Bp., 1966)
- Kémiai gyakorlatok (tankönyv, Bp., 1966)
- Laboratóriumi munkák (Munka és Iskola, Bp., 1966. 2. sz.)